# BMW M1
BMW M1 var en supersportsvogn fremstillet af BMW mellem efteråret 1978 og slutningen af 1981.
| Stub | Spire Denne bilrelaterede artikel er en spire som bør udbygges. Du er velkommen til at hjælpe Wikipedia ved at udvide den. |